# 笠置山の戦い
笠置山の戦い（かさぎやまのたたかい）は、鎌倉時代後期の元弘元年（1331年）9月に山城国相楽郡笠置山（現在の京都府相楽郡笠置町）において、鎌倉幕府打倒を目指す後醍醐天皇側と、幕府側との間で行われた戦いである。

## 背景
鎌倉時代後期において、皇位継承をめぐり持明院統と大覚寺統との間で紛議が起こり、文保元年（1317年）には幕府の調停によって持明院統と大覚寺統が交代で皇位を継承をすることとされた（文保の和談）。翌年の文保2年2月26日（1318年3月29日）には、持明院統の花園天皇の譲位により大覚寺統の尊治親王（後醍醐天皇）が践祚した。31歳という当時においては異例ともいえる高年齢で践祚した後醍醐天皇は大覚寺統において一代限りの中継ぎと見なされていた。しかし、天皇は自身の直系の子孫に皇位が継承されることを望み、そのためには障害になるであろう幕府を打倒することを企てるようになる。冤罪とする説が有力であるものの、正中元年（1324年）には、天皇の討幕計画が発覚し、天皇側近の日野資朝が流罪に処せられている（正中の変）。

## 経過

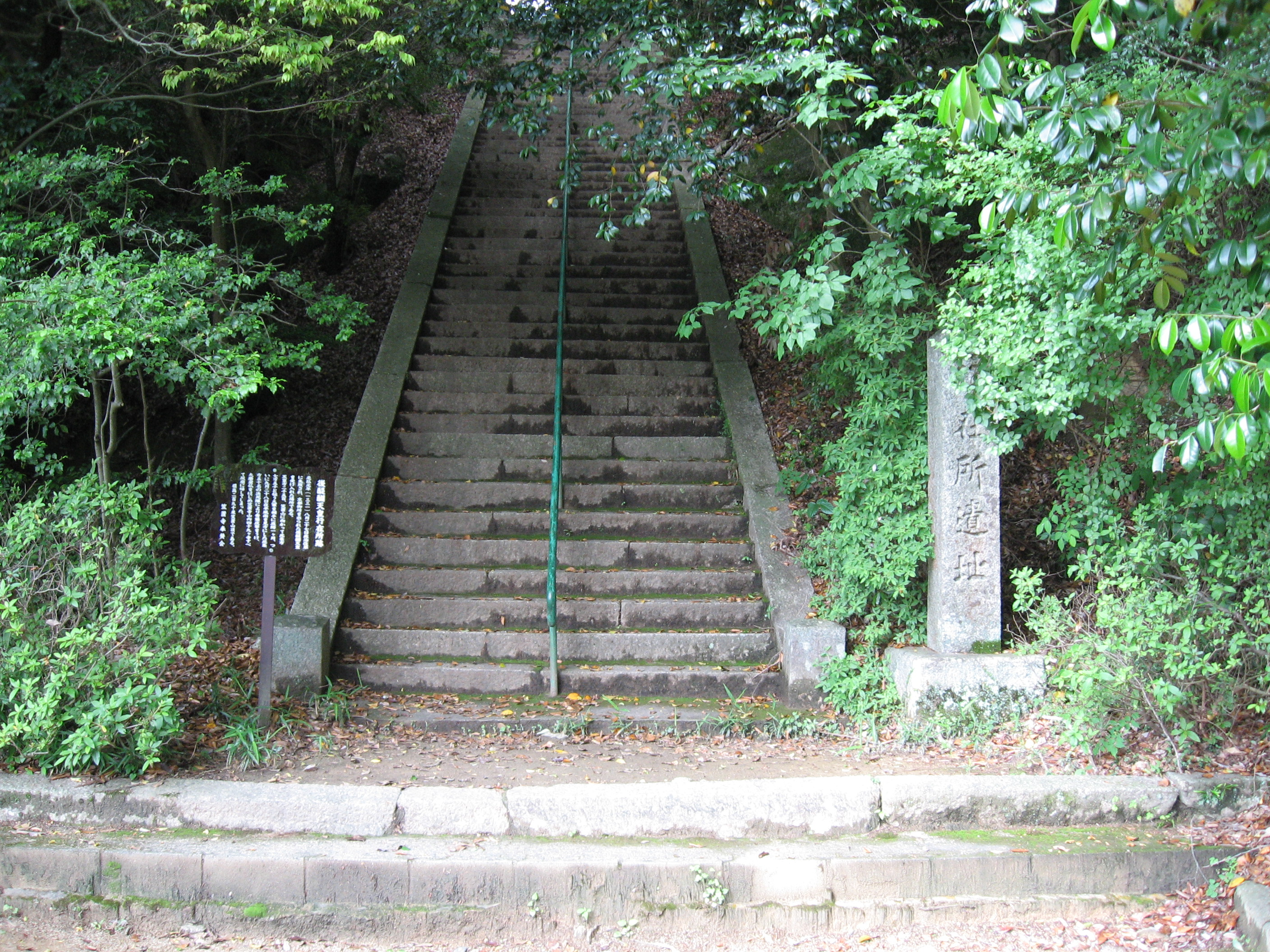
後醍醐天皇の行在所遺址（笠置山）

その後、後醍醐天皇は討幕を再び企てるようになるが、元徳3年（1331年）4月になると天皇側近の吉田定房が幕府に密告したために討幕計画が発覚した。同年5月5日、計画に関与した日野俊基、僧・文観、円観ら天皇側近が幕府側に捕縛された。正中の変に続く二度目の倒幕計画だったため、幕府は厳しい態度で臨み、同年8月には御所を包囲して天皇を捕らえようとした。
元弘元年8月24日（1331年9月26日）、後醍醐天皇は側近とともに京を脱出した。幕府側の追跡をかわすために天皇に変装した花山院師賢は比叡山へ向かう。天皇は四条隆資らとともに奈良東大寺を経て鷲峰山金胎寺に移り8月27日（9月29日）には笠置山に至った。ここで天皇方は兵を集めた。
天皇挙兵の知らせは幕府に届けられ、同年9月、北条高時は一族の大仏貞直・金沢貞冬を大将として、笠置に向けて兵を送った。
天皇が比叡山にはいないことに気付いた幕府側は9月1日（10月3日）に宇治において75,000の兵を集め、翌日には笠置山を包囲してこれを攻撃し始めた。天皇側の兵は3,000余と戦力の面では圧倒的に不利な状況ではあったが、笠置山は天然の要害ということもあって幕府側相手に善戦していた。
その後、9月28日（10月30日）の夜に風雨の中、幕府側の陶山義高らが山に放火したことによって天皇側は総崩れとなり、笠置山はついに陥落した。幕府軍は楠木正成が拠る河内国・赤坂城に向かった。天皇や側近らは幕府方に捕えられ、六波羅に送られた。

## 影響
笠置山の陥落に先立って、9月20日（10月22日）に幕府は後醍醐天皇の皇太子とされていた持明院統の量仁親王（後の光厳天皇）を三種の神器のないまま践祚させた。幕府側に捕らえられた後醍醐天皇は神器を光厳天皇に譲渡し、翌年の元弘2年/元徳4年3月7日（1332年4月2日）に隠岐島へ流された。5月には笠置山の戦いにおいて天皇側の武将として奮戦した足助重範が、6月には天皇側近の日野資朝、日野俊基、北畠具行が幕府によって処刑された。
翌元弘3年/正慶2年閏2月24日（1333年4月9日）には後醍醐天皇が隠岐島を脱出し、5月には幕府から離反した足利高氏（尊氏）が六波羅探題を、新田義貞が鎌倉を攻撃して幕府を滅亡させた。光厳天皇は廃位され、6月には後醍醐天皇によって建武の新政が開始されることになる。

## 笠置山での霊夢

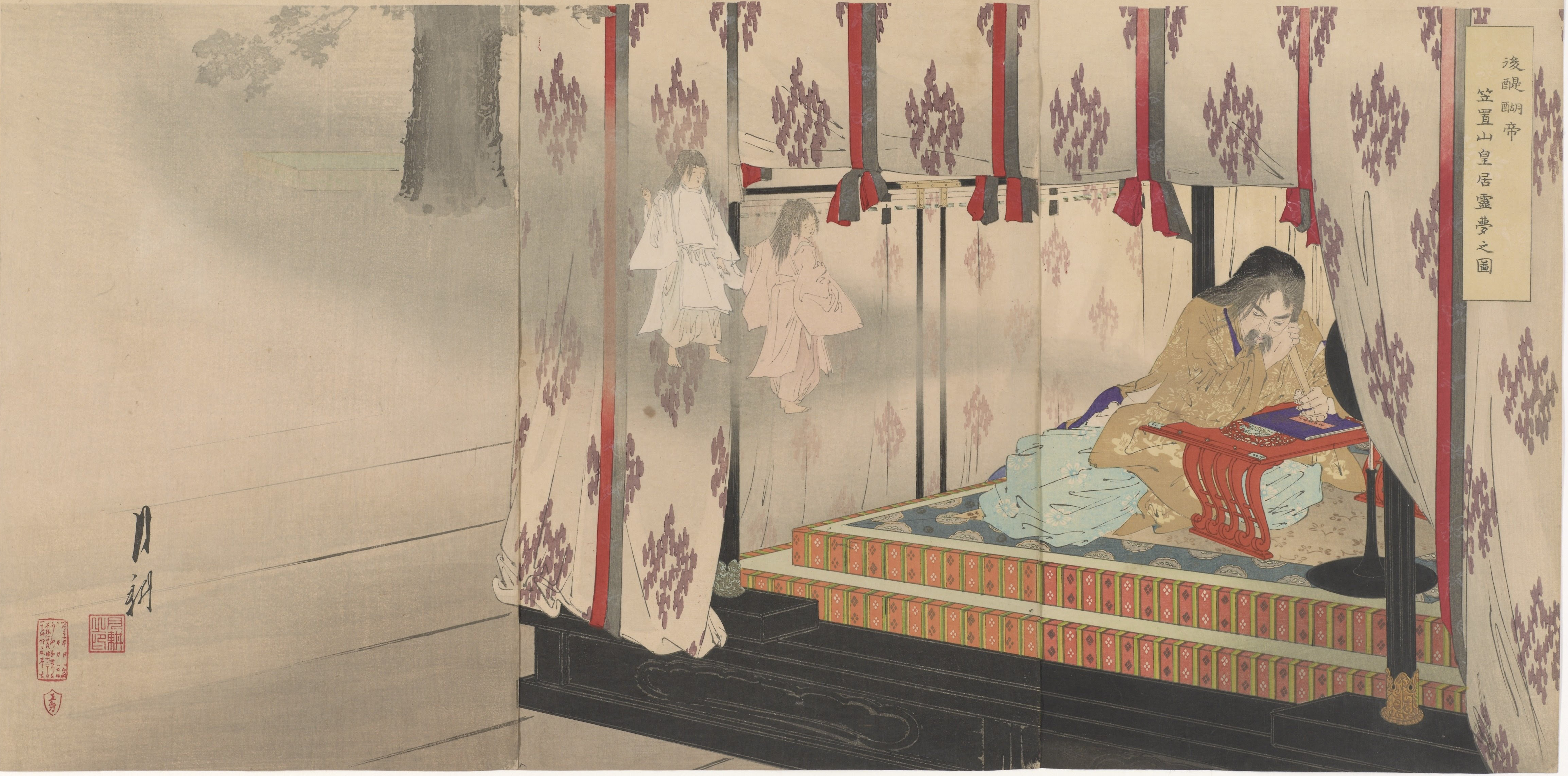
『後醍醐帝笠置山皇居霊夢之圖』（尾形月耕）

『太平記』の3巻によると、後醍醐天皇は笠置山の笠置寺に行在所を設けたが、自身の周りに名のある武将が全くいないことに不安に感じていて、思い悩んで寝ていると夢を見たという。庭に南向きに枝が伸びた大きな木があり、その下には官人が位の順に座っていた。南に設けられていた上座にはまだ誰も座っておらず、その席は誰のために設けられたものなのかと疑問に思っていた。すると童子が来てその席はあなたのために設けられたものだと言って空に上って行っていなくなってしまった。夢から覚めて、天皇は夢の意味を考えていると「木」に「南」と書くと「楠」という字になることに気付き、寺の衆徒にこの近辺に楠という武士はいるかと尋ねたところ、河内国石川郡金剛山（現在の大阪府南河内郡千早赤阪村）に楠正成という者がいるというので、急遽正成を笠置山に呼び寄せたという。以上が『太平記』が描く後醍醐天皇と楠木正成の初対面だが、『増鏡』によると天皇側は前もって正成を頼りにしていたという。